# 伊爾貝克 (喬治亞州)
伊爾貝克（英語：Eelbeck）是位於美國喬治亞州查塔胡其縣的一個鬼鎮。由於此地已於1902年被荒廢，本地已無人居住。

## 地理
伊爾貝克的座標為32°26′31″N 84°45′10″W / 32.44194°N 84.75278°W，而該地的平均海拔高度為103米（即338英尺）。